# 바람 (가수)
바람(본명: 이영준, 1990년 10월 8일 ~ )은 대한민국의 빅스타의 일원이다.

## 학력
- 경남공업고등학교
- 서울종합예술실용학교 실용음악과

## 음반 목록

### 싱글 및 미니
- Shine a moonlight (2015년)
- Hang out (2013년)
- BLOSSOM (2012년)
- BIG START (2012년)

### 디지털 싱글
- 느낌이 와 (2012년)
- 홀로서기 (2014년)